# Bomolocha dodra
Bomolocha dodra är en fjärilsart som beskrevs av Paul Dognin 1914. Bomolocha dodra ingår i släktet Bomolocha och familjen nattflyn. Inga underarter finns listade i Catalogue of Life.